# Ricky Petrucciani
Ricky Petrucciani (* 30. Juni 2000 in Locarno) ist ein Schweizer Sprinter, der sich auf den 400-Meter-Lauf spezialisiert hat. 2022 wurde er in München Vizeeuropameister über diese Distanz.

## Sportliche Laufbahn
Erste internationale Erfahrungen sammelte Ricky Petrucciani im Jahr 2016, als er bei den erstmals ausgetragenen Jugendeuropameisterschaften in Tiflis mit 49,75 s in der ersten Runde und auch mit der Schweizer Sprintstaffel (1000 Meter) mit 2:00,52 min im Vorlauf ausschied. Im Jahr darauf erreichte er bei den U20-Europameisterschaften in Grosseto im Einzelbewerb den Halbfinal, in dem er mit 47,41 s ausschied, während er mit der 4-mal-400-Meter-Staffel nach 3:11,67 min auf Rang sechs einlief. Auch bei den U20-Weltmeisterschaften 2018 in Tampere schied er über 400 Meter mit 47,39 s im Halbfinal aus, erreichte mit der Staffel in 3:09,48 min aber nicht den Final. Anschliessend nahm er mit der Staffel an den Europameisterschaften in Berlin teil, wurde dort aber in der Vorrunde disqualifiziert. 2019 nahm er über 400 Meter an den Halleneuropameisterschaften in Glasgow teil, schied aber dort mit 47,83 s in der ersten Runde aus. Im Sommer gewann er dann bei den U20-Europameisterschaften in Borås in 46,34 s die Bronzemedaille. 2021 startete er bei den Halleneuropameisterschaften in Toruń und schied dort mit neuer Hallenbestleistung von 46,72 s im Halbfinal aus. Ende Mai siegte er in 45,90 s beim Internationalen Pfingstsportfest Rehlingen und startete anschliessend bei den U23-Europameisterschaften in Tallinn, bei denen er mit neuem Meisterschaftsrekord von 45,02 s den Titel über 400 m gewann und mit der Staffel nicht das Ziel erreichte. Daraufhin gelangte er bei den Olympischen Sommerspielen in Tokio in den Halbfinal und schied dort mit 45,26 s aus.
2022 schied er bei den Weltmeisterschaften in Eugene mit 46,60 s in der ersten Runde über 400 Meter aus, und anschliessend gewann er in 45,03 s die Silbermedaille bei den Europameisterschaften in München hinter dem Briten Matthew Hudson-Smith. Zudem kam er mit der Schweizer 4-mal-400-Meter-Staffel im Vorlauf nicht ins Ziel. Im Jahr darauf schied er bei den Halleneuropameisterschaften in Istanbul mit 47,32 s in der ersten Runde aus. Im Juni wurde er bei der 1. Liga der Team-Europameisterschaft im Rahmen der Europaspiele in Chorzów in 3:14,22 min im B-Lauf in der Mixed-Staffel, und im August verpasste er bei den Weltmeisterschaften in Budapest mit 3:14,38 min den Finaleinzug in der Mixed-Staffel. Bei den World Athletics Relays 2024 in Nassau wurde er in 3:14,12 min Zweiter in der 2. Qualifikationsrunde der Mixed-Staffel für die Olympischen Spiele und sicherte der Schweiz damit einen Startplatz. Anschließend schied er bei den Europameisterschaften in Rom mit 45,47 s im Halbfinale über 400 Meter aus und wurde mit der Männerstaffel im Vorlauf disqualifiziert. Im Jahr darauf kam er bei den Halleneuropameisterschaften in Apeldoorn mit 46,79 s nicht über die Vorrunde im Einzelbewerb hinaus.
In den Jahren von 2019 bis 2021 wurde Petrucciani Schweizer Meister im 400-Meter-Lauf im Freien sowie von 2018 bis 2020 auch in der Halle. Zudem wurde er 2022 Hallenmeister im 60-Meter-Lauf.

## Persönliche Bestleistungen
- 100 Meter: 10,24 s (+0,2 m/s), 21. August 2021 in Bern
  - 60 Meter (Halle): 6,68 s, 26. Februar 2022 in Magglingen
- 200 Meter: 20,72 s (+0,3 m/s), 21. August 2021 in Bern
  - 200 Meter (Halle): 21,50 s, 6. Februar 2021 in Magglingen
- 400 Meter: 45,02 s, 10. Juli 2021 in Tallinn
  - 400 Meter (Halle): 46,27 s, 4. Februar 2023 in Magglingen